# Phường 1, thành phố Cao Lãnh
Phường 1 là một phường thuộc thành phố Cao Lãnh, tỉnh Đồng Tháp, Việt Nam.

## Địa lý
Phường 1 nằm ở trung tâm thành phố Cao Lãnh, có vị trí địa lý:
- Phía đông phường Mỹ Phú
- Phía tây giáp phường Hòa Thuận
- Phía tây nam giáp Phường 4 và phường Hòa Thuận
- Phía đông bắc giáp Phường 2 và xã Mỹ Tân
- Phía tây bắc giáp xã Mỹ Tân.

Phường 1 có diện tích 2,02 km², dân số năm 2008 là 12.645 người, mật độ dân số đạt 6.250 người/km².

### Khí hậu
Phường 1 có đặc điểm chung khí hậu nhiệt đới ẩm, gió mùa. Mỗi năm có hai mùa rõ rệt: mùa mưa từ tháng 5 đến tháng 11, trùng với gió mùa Tây Nam. Mùa khô từ tháng 12 đến tháng 4 năm sau, trùng với gió mùa Đông bắc.
Lượng mưa trung bình năm là 1.682-2.005 mm. Lượng mưa phân bố không đồng đều theo các mùa trong năm. Mùa mưa từ tháng 5 đến tháng 11, chiếm đến 90 - 92% lượng mưa của cả năm và tập trung vào các tháng 9, 10 (30-40%). Mực nước trên các sông, rạch đều chịu tác động của thủy triều trong tháng. Hàng năm mùa khô vào tháng 3 đến tháng 5 là nước ở các sông, rạch khô cạn.

## Hành chính
Phường 1 được chia thành 5 khóm: 1, 2, 3, 4, 5.

## Lịch sử
Thị xã Cao Lãnh từng là tỉnh lỵ tỉnh Kiến Phong dưới thời Việt Nam Cộng hoà.
Sau năm 1975, thị xã này trở lại thành thị trấn Cao Lãnh và là huyện lỵ của huyện Cao Lãnh.
Ngày 23 tháng 2 năm 1983, Hội đồng Bộ trưởng ban hành Quyết định 13-HĐBT về việc thành lập phường I trên cơ sở một phần đất của thị trấn Cao Lãnh cũ.
Ngày 16 tháng 1 năm 2007, Chính phủ ban hành Nghị định 10/2007/NĐ-CP về việc thành lập thành phố Cao Lãnh thuộc tỉnh Đồng Tháp. Phường 1 trực thuộc thành phố Cao Lãnh.

## Giao thông

### Giao thông đường bộ
Trước năm 1983 đây, là một phần đất thuộc thôn Mỹ Trà là vùng đất hoang sơ, đường nhỏ hẹp, mùa mưa lầy lội, phường có 2 tuyến đường chính đường 30/4 và đường Nguyển Huệ, bị xuống cấp phương tiện giao thông khó khăn.
Từ năm 1986 đến nay, được đầu tư xây dựng như: đường Lý Thường Kiệt, Trần Hưng Đạo, trải xà bần ở một số tuyến đường như: đường giữa (nay là đường Ngô thì Nhậm), đường Thầy Kiện (nay là đường Nguyễn Văn Tre),... tuyến đường giao thông trải nhựa tạo điều kiện thuận tiện cho việc nhân dân qua lại, giao lưu mua bán.

### Cơ sở hạ tầng
Các tuyến đường giao thông đường bộ, toàn phường có chiều dài 47,0637 km được trải nhựa kiên cố trong đó 5 tuyến đường chính:
- Đường 30/4 tiếp giáp từ phường 2 chạy dài tới cầu kinh cụt dài 2,3 km.
- Đường Nguyễn Huệ tiếp giáp từ cầu Đình Trung phường Mỹ Phú đến cầu Cầu Đúc phường 4 dài 1,160 km.
- Đường Lý Thường Kiệt tiếp giáp phường 2 (Tôn Đức Thắng đến Nguyễn Huệ) dài 0,915 km (nằm trong địa bàn phường).
- Đường Tôn Đức Thắng tiếp giáp cầu Cái Sao Thượng đến đường 30/4 (30/4 đến Trần Hưng Đạo) dài 1,110 km (nằm trong địa bàn phường).
- Đường Ngô Thì Nhậm tiếp giáp phường 2 (Lê Thị Riêng đến Nguyễn Huệ) dài 1,180 km.

Ngoài các tuyến đường chính, phường còn có các tuyến đường như: Võ Trường Toản, Nguyễn Thị Minh Khai, Nguyễn Văn Tre, Lê Văn Tám, Lê Thị Riêng, Trần Phú đều được trải nhựa thuận lợi cho người dân qua lại giao thương mua bán. Tuy nhiên còn một đường như: Trần Hưng Đạo, Nguyễn Văn Bãnh và một số đường phụ, hẻm đang bắt đầu thi công vào năm 2016 đến nay.

### Giao thông đường thủy
Trên địa bàn phường có 2 con sông chính là sông Cao Lãnh và sông Cái sao thượng nên thuận lợi cho việc vận chuyển giao thương hàng hóa của nhân dân trong ngoài đia phương.
Hệ thống giao thông đường thủy: Phường 1 nằm cặp sông Cao lãnh và sông Cái Sao Thượng. Hệ thống cầu, cống được đầu tư đảm bảo nhu cầu đi lại của nhân dân. Hệ thống sông đi qua địa bàn phường như: sông Cao Lãnh dài 2,300 km (từ cầu kinh cụt đến cầu Đúc), sông Cái Sao Thượng dài 3,255 km (từ cầu kinh cụt đến cầu Đình Trung).